# Domenico Maria Valensise
Domenico Maria Valensise (Polistena, 13 dicembre 1832 – Polistena, 17 gennaio 1916) è stato un teologo e arcivescovo cattolico italiano.

## Biografia
Nacque a Polistena il 13 dicembre 1832.
Si laureò in Teologia all'Università di Napoli (venne iscritto all'Almo Collegio dei Teologhi), e fu ordinato sacerdote. Nel 1888 Papa Leone XIII lo elesse Vescovo di Ascolane e poi Nicastro, promosso Arcivescovo titolare di Ossirinco dal 1º giugno 1888 - 7 marzo 1891.
Nel 1914 Pio X gli conferisce l’alto grado di assistente al soglio Pontificio col titolo di Conte Romano.
Muore nel suo paese natale il 17 gennaio 1916 all'età di 83 anni.

## Genealogia episcopale
La genealogia episcopale è:
- Cardinale Scipione Rebiba
- Cardinale Giulio Antonio Santori
- Cardinale Girolamo Bernerio, O.P.
- Arcivescovo Galeazzo Sanvitale
- Cardinale Ludovico Ludovisi
- Cardinale Luigi Caetani
- Cardinale Ulderico Carpegna
- Cardinale Paluzzo Paluzzi Altieri degli Albertoni
- Papa Benedetto XIII
- Papa Benedetto XIV
- Cardinale Enrico Enriquez
- Arcivescovo Manuel Quintano Bonifaz
- Cardinale Buenaventura Córdoba Espinosa de la Cerda
- Cardinale Giuseppe Maria Doria Pamphilj
- Papa Pio VIII
- Papa Pio IX
- Cardinale Raffaele Monaco La Valletta
- Arcivescovo Domenico Maria Valensise

## Fonti
- (EN) David Cheney, Domenico Maria Valensise, su Catholic-Hierarchy.org.
- (EN)  La diocesi nel sito di www.gcatholic.org
- (LA)  Pius Bonifacius Gams, Series episcoporum Ecclesiae Catholicae, Leipzig 1931, p. 452
- (EN)  Ascalona nel mosaico di Madaba
- Gaetano Moroni, Dizionario di erudizione storico-ecclesiastica, vol. 3, p. 49
- Vincenzo Guerrisi, Monsignor Domenico Maria Valensise e la Monografia di Polistena del 1863
- (LA)  Konrad Eubel, Hierarchia Catholica Medii Aevi, vol. 1, p. 110; vol. 2, p. 96; vol. 3, p. 119; vol. 4, p. 96; vol. 5, p. 100; vol. 6, p. 101
- Matteo Scalise, Monsignor Valensise, il vescovo lametino avversario della modernità